# Nulladik lemez: Isten hozott!
Nulladik lemez: Isten hozott! – piąty album studyjny węgierskiego zespołu Exotic, wydany w 2017 roku przez Mistral Music na CD.

## Historia
W 1993 roku wokalista Exotic, Tamás Sípos, podjął karierę solową, co było jedną z przyczyn zakończenia działalności grupy. W 2013 roku Sípos został wokalistą Republic, jednakże pod presją fanów opuścił zespół rok później. Po odejściu z Republic wśród dawnych członków Exotic pojawił się pomysł reaktywacji grupy i wydania nowego albumu. Jako materiał posłużyły piosenki przygotowane na pierwszy album – Holdfénytánc – które wówczas się na nim nie ukazały. Nagrań dokonano w Kék Madár Stúdió oraz Krajczár Péter Stúdió, a album został wydany 23 października 2017 roku. Płyta zajęła 24. miejsce na liście Top 40.

## Lista utworów
1. „Isten hozott!” (3:37)
2. „Várj rám!” (4:55)
3. „Rózsaszín fantázia” (4:30)
4. „Oly tiszta” (3:59)
5. „Kopott zongora” (4:34)
6. „Őrült színész” (4:04)
7. „Életem nagy műve” (4:26)
8. „Ne szuggeráld a teliholdat!” (3:20)
9. „Kettesével ha sorba állsz” (4:18)
10. „Párizs” (4:34)

## Wykonawcy
- Tamás Sípos – wokal
- Éva Sándor – wokal wspierający
- Gábor Vilmányi – gitara, wokal wspierający
- Zoltán Tabár – gitara basowa
- István Tabár – instrumenty klawiszowe
- István Csík – perkusja